# Bottovo
Bottovo é um município da Eslováquia, situado no distrito de Rimavská Sobota, na região de Banská Bystrica. Tem 10,79 km² de área e sua população em 2018 foi estimada em 195 habitantes.

## Demografia
| Ano:        | 1994 | 2004   | 2014   | 2024   |
| ----------- | ---- | ------ | ------ | ------ |
| Broj ljudi: | 198  | 212    | 209    | 201    |
| Razlika:    |      | +7,07% | -1,41% | -3,82% |

| Ano:               | 2023 | 2024   |
| ------------------ | ---- | ------ |
| Número de pessoas: | 202  | 201    |
| Diferença:         |      | -0,49% |